# Мальков Юрій Станіславович
Юрій Станіславович Мальков (25 серпня 1986, м. Кривий Ріг, Дніпропетровська область, Українська РСР — 1 травня 2017, смт Луганське, Бахмутський район, Донецька область, Україна) — молодший сержант Збройних сил України, учасник російсько-української війни. Позивний «Оптовик». У мирному життя — машиніст тепловозу.

## Біографія
Народився 1986 року у місті Кривий Ріг. Мешкав у Тернівському районі міста. Закінчив міську загальноосвітню школу № 78. Вже у 16 років мав свій перший заробіток, який витратив на стрибок із парашутом. За життя встиг здійснити 3 стрибки. Займався спортом — боксом, баскетболом, карате. У 2003—2006 роках навчався у Тернівському технікумі Криворізького технічного університету.
З 2006 року працював помічником машиніста, з 2010 — машиністом тепловозу в Управлінні залізничного транспорту Первомайського кар'єру Північного ГЗК.
З початком російської збройної агресії проти України навесні 2014 року був призваний за частковою мобілізацію як доброволець, — раніше в армії не служив, до військкомату прийшов сам. Виконував завдання на території проведення антитерористичної операції на посаді кулеметника БМП 43-го батальйону територіальної оборони «Патріот», переформатованого у 43-ій окремий мотопіхотний батальйон. Воював в районі окупованої Горлівки, під час бойових дій біля смт Новгородське отримав звання молодшого сержанта. Демобілізувався восени 2015 року. 15 лютого 2017-го вступив на військову службу за контрактом і повернувся до свого батальйону.
Молодший сержант, командир 2-го мотопіхотного відділення 2-го мотопіхотного взводу 3-ї мотопіхотної роти 43-го окремого мотопіхотного батальйону «Патріот» 53-ї окремої механізованої бригади, в/ч А2026, м. Сєвєродонецьк.
1 травня 2017 року, на «Світлодарській дузі», після 17:00 група українських військових потрапила під потужний обстріл поблизу смт Луганське на крайній до бойовиків позиції. Молодший сержант Мальков дістав смертельне поранення, — ворожа куля перебила артерію. Йому на допомогу прийшли троє розвідників батальйону, але потрапили у засідку, почали відстрілюватись. У бою загинули сержант Сергій Смірнов і старший солдат Анатолій Біжко, третій розвідник дістав поранення і повернувся живим. Евакуювати тіла загиблих не вдалось через сильну вогневу протидію противника. Передача тіл українській стороні відбулась 6 травня біля м. Щастя, у присутності представників Спеціальної моніторингової місії ОБСЄ.
7 травня із трьома загиблими бійцями попрощались у Дніпрі. Похований 8 травня на міському кладовищі Кривого Рогу. Попрощатись з Юрієм прийшли також бійці 40-го батальйону «Кривбас», в якому служив двоюрідний брат Юрія Андрій Новохатько, учасник боїв за Іловайськ.
Залишилась мати Ганна Вікторівна, дружина Світлана, 2-річна донька Кіра та 7-річний син Марк від першого шлюбу.

## Нагороди
- Указом Президента України № 318/2017 від 11 жовтня 2017 року, за особисту мужність і самовіддані дії, виявлені у захисті державного суверенітету та територіальної цілісності України, зразкове виконання військового обов'язку, нагороджений орденом «За мужність» III ступеня (посмертно)[8].
- Рішенням виконкому Криворізької міської ради № 211 від 3 травня 2017 року, за особисту мужність і героїзм, самовідданість та вірність військовій присязі й народу України, проявлені при виконанні військового обов'язку — захисті територіальної цілісності та недоторканості України, нагороджений нагрудним знаком «За заслуги перед містом» III ступеню (посмертно)[9].

## Вшанування пам'яті
- В жовтні 2021 року в м. Кривому Розі було встановлено пам’ятну дошку в пам'ять Юрія Малькова[10].